# Accident aérien de 2023 à Miyako-jima
L'accident aérien de 2023 à Miyako-jima survient le 6 avril 2023 lorsqu'un hélicoptère Mitsubishi UH-60JA de la force terrestre d'autodéfense japonaise transportant 10 personnes, dont le commandant de la 8e division (en), le lieutenant général Yuichi Sakamoto, disparaît au large de Miyako-jima, dans la préfecture d'Okinawa, au Japon,,.

## Accident

Trajet de l'UH-60JA.

L'hélicoptère, qui appartenait au 8e escadron d'aviation de la 8e division, a quitté la sous-base de Miyako-jima de la force aérienne d'autodéfense japonaise à 15 h 46 JST pour effectuer une reconnaissance du terrain de l'île, avec le LTG Sakamoto et 4 autres officiers de la 8e division, le colonel Masaichi Iyoda, commandant du Camp de Miyako-jima de la force terrestre d'autodéfense japonaise, et l'équipage de 4 personnes, soitun total de 10 personnels à bord.
À environ 10 minutes du vol, l'hélicoptère a disparu du radar, à peine deux minutes après avoir pris contact avec le contrôle du trafic aérien à l'aéroport de Shimojishima. C'est également autour de ce point qu'un touriste américain, ancien marin de l'United States Navy, a pris une photo de l'hélicoptère volant à environ 450 mètres d'altitude le long de la côte est de l'île d'Ikema.
Jusqu'à présent, les recherches approfondies menées par la force aérienne d'autodéfense japonaise et la garde côtière du Japon ont révélé des débris de l'appareil disparu, tels que la porte et d'autres parties de l'hélicoptère, ainsi qu'un canot de sauvetage inutilisé appartenant à l'hélicoptère. Au 28 avril, 9 corps ont été retrouvés.